# Dariusz Kobylański
Dariusz Kobylański, né le 1er janvier 1962, en Pologne, est un ancien joueur de basket-ball polonais. Il évoluait au poste de pivot. 

## Palmarès
- Champion de Pologne 1987